# Pfeffenhausen
Pfeffenhausen est une commune de Bavière (Allemagne), située dans l'arrondissement de Landshut, dans le district de Basse-Bavière.

## Économie
- Brasserie Brauerei Pöllinger.